# Caterina Carpano
Caterina Carpano (Pozza di Fassa, 19 marzo 1998) è una snowboarder italiana, specializzata nello snowboard cross.

## Biografia
Il nonno materno Carlo Pellegrin è stato slittinista. Si è messa in mostra ai II Giochi olimpici giovanili invernali di Lillehammer 2016, dove ha vinto il bronzo nello snowboard cross.
In carriera ha partecipato tre volte alla Coppa del mondo di sci freestyle FIS, dalla stagione 2018-19 alla 2021-22.
Ha rappresentato l'Italia all'Olimpiade di Pechino 2022, dove è stata eliminata ai quarti nello snowboard cross.

## Palmarès
- Giochi olimpici giovanili

Lillehammer 2016: bronzo nello snowboard cross;